# Bröstvårta

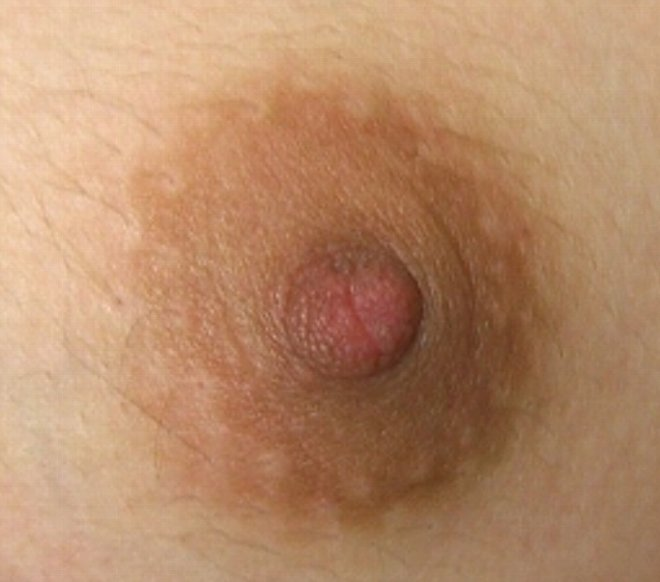
Manlig bröstvårta

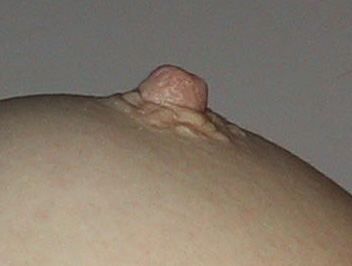
Kvinnlig bröstvårta i profil

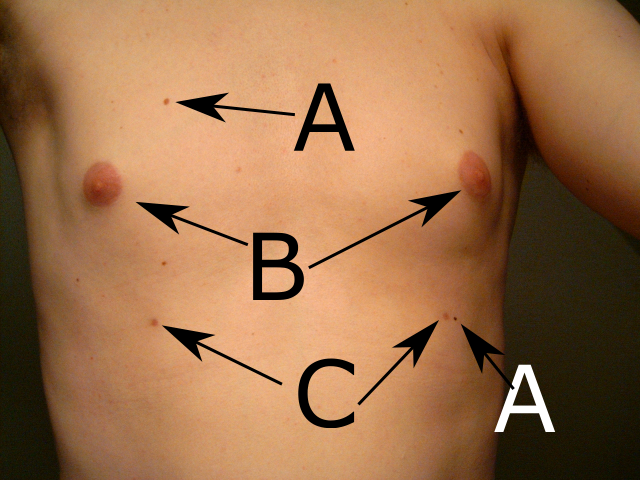
Extra bröstvårtor
A - vanligt födelsemärke
B - vanlig bröstvårta
C - extra bröstvårta

Bröstvårta är hos människor och andra däggdjur en lätt utbuktande, konisk del av bröstet som finns hos både hanar och honor, och som hos människan omges av en vårtgård. När kvinnor och honor ammar eller ger di, är det från bröstvårtan som mjölken kommer ut från bröstkörtlarna.

## Anatomi
Liksom vårtgården är bröstvårtan något mer pigmenterad än huden i övrigt. Färgen beror på genetiska anlag, men påverkas också av graviditet. Bröstvårtan har små öppningar längst ut, genom vilka mjölken ska kunna utsöndras. Vårtgården har glatt muskulatur som reagerar på bl.a. kyla, för att underlätta amning. När musklerna drar ihop sig, skjuts bröstvårtan ut.
Hos flickor i puberteten brukar som regel bröstvårtorna bli större och utstående, men storleken och längden de står ut från vårtgården varierar mycket. Någras bröstvårtor påverkas dock inte av puberteten, och kan fortsätta vara flata, som männens bröstvårtor. Det förekommer att flickors bröstvårtor buktar inåt och att vårtgården är mer utskjutande, vilket kan orsaka problem för framtida amning. Om bröstvårtan blir indragen i vuxen ålder, kan det däremot vara ett symtom på en sjukdom. 
Bröstvårtan är mycket känslig för smärta, temperatur och beröring. Vid puberteten blir den ännu känsligare för flickor, och blir särskilt känslig vid ägglossningen och under menstruationen. De sista veckorna innan förlossning är gravida kvinnors bröstvårtor mycket okänsliga, men känsligheten tilltar när det börjar bli dags för att amma, under vilken tid känsligheten är mycket hög.
Omkring 5 % av den mänskliga populationen har en extra bröstvårta.

## Hormonutsöndring
Vid stimulering av bröstvårtan (beröring eller sugande) kan oxytocin och prolaktin utsöndras. En amerikansk studie har visat att omkring 40 % icke gravida kvinnor får en ökad utsöndring av oxytocin genom stimulering, och omkring 20 % icke gravida får högre värden prolaktin. Under graviditet utsöndras oxytocin hos nästan samtliga kvinnor av stimulering. Hos ammande kvinnor utsöndras alltid oxytocin vid stimulering, eftersom oxytocinet får bröstmjölken att utsöndras från bröstvårtan. Oxytocinutsöndring sker också när kvinnor hör barngråt.
Oxytocin stimulerar till sammandragningar vilket iakttagits vid förlossning, och krystningar har iakttagits hos gravida kvinnor vilkas bröstvårtor stimulerats.

## Sexuell funktion
Bröstvårtorna tillhör både kvinnors och mäns erogena zoner, och kan erigeras vid sexuell upphetsning. En studie, som bygger på självuppskattning, fann att ungefär 80 % av alla kvinnor i sexuella sammanhang blir mer sexuellt upphetsade av beröring av bröstvårtorna, medan omkring 7 % förlorar sin sexuella upphetsning av sådan beröring. Omkring hälften av alla män sade sig bli mer sexuellt upphetsade av stimulering av bröstvårtorna, medan 7 % uppgav att deras sexuella upphetsning avtog.

## Problem med bröstvårtorna
Vid amning är det vanligt att kvinnor får problem med bröstvårtorna. Problemen kan ge erytem, brännande smärta av minsta beröring, vita fläckar där mjölken stockar sig, skavsår, sår, och i värsta fall att bitar från bröstvårtorna lossnar.
Kvinnor som inte är gravida eller ammar, kan ibland drabbas av utsöndringar från bröstvårtan, antingen genom att bröstvårtan lämnar ifrån sig vätska eller att vätskan täpper till vårtans öppningar. Detta kan vara bröstmjölk och bero på för höga värden av prolaktin (galaktorré), men om färgen avviker från mjölk kan det vara orsakat av en sjukdom. Mjölkutsöndring utan graviditet kan också vara ett symtom på bröstcancer.